# Marchspitze
Marchspitze – szczyt w Alpach Algawskich, części Alp Bawarskich. Leży w Austrii w Tyrolu, przy granicy z Niemcami. Sąsiaduje z najwyższym szczytem pasma - Großer Krottenkopf. Normalna droga na szczyt prowadzi ze schroniska Spiehlerscharte (2395 m).